# تشارلز غور
تشارلز غور (1 أكتوبر 1871 في نيوزيلندا - 11 ديسمبر 1913) (بالإنجليزية: Charles Gore)‏ هو لاعب كريكت نيوزلندي. لعب مع Wellington cricket team ‏.

## وصلات خارجية
- تشارلز غور على موقع إي آس بي آن كريك إنفو (الإنجليزية)